# Urata Rama
Urata Rama (* 20. Dezember 1986 in Vitina, SFR Jugoslawien) ist eine kosovarische Sportschützin.

## Karriere
Bei den Europaspielen 2015 belegte Urata Rama in der Disziplin 10 Meter Luftgewehr den 39. Rang. Ein Jahr später trat sie für den Kosovo bei den Olympischen Sommerspielen in Rio de Janeiro an, wo sie in der gleichen Disziplin den 48. Platz belegte.